# Política regional d'Espanya
La política regional d'Espanya implica un sistema de repartiment territorial dels recursos públics. Fuente (1999, p. 138) explica que l'assignació territorial del component productiu de la despesa pública és un aspecte clau de la política regional. Bosch & Espasa (1999, p. 150) destaquen la inversió pública com a instrument bàsic.

## Història
Fuente (1999, p. 147) explica que el sistema fiscal "preexistent al desenvolupament de l'Estat autonòmic no era ni molt menys completament redistributiu".
Durant la dècada de 1980, els criteris seguits per al repartiment de recursos públics entre les comunitats autònomes va donar més pes al criteri d'eficiència (3,79) sobre el d'equitat (2,58).
A partir d'unes estimacions amb marge d'error ample, Fuente (1999, p. 148) va concloure que una política d'infraestructures orientada principalment a la redistribució suposava un cost d'eficiència "relativament modest però no menyspreable" i les variacions de la capacitat inversora (és a dir, de despesa pública) de les comunitats autònomes podria tindre singificatives incidències sobre el nivell de desigualtat regional. Aquests resultats apuntaven a una conveniència de reforçar el paper redistributiu de l'estat central mitjançant la inversió pública. I va comentar que estava justificat que l'estat central fera un esforç significatiu per a nivellar els nivells d'equipament públic de les regions perquè el seu cost d'eficiència pareixia assumible.
Fuente (1999, p. 149) explicà també que el sistema autonòmic limitava el paper redistributiu de l'estat central, recomanant que aquest últim havia de dirigir-se a anivellar la capacitat de despesa a igualtat de condicions (incloent el nivell de pressió fiscal i l'esforç inversor passat) i no a la igualació automàtica de la despesa inversora o de consum. Comentà finalment:
"El principi d'autonomia requereix que aquelles regions que decidisquen invertir menys perquè prefereixen reduir la pressió fiscal o dirigir els seus recursos cap al consum, puguen fer-ho; però per a evitar l'aparició d'incentius perversos, les Comunitats que elegisquen aquest curs d'acció hauran d'estar disposats també a assumir el cost d'un menor creixement."
Una anàlisi de la distribució territorial de la inversió del sector públic central espanyol del període 1991-1996 trobà que les comunitats autònomes amb més població i superfície rebien més inversió. En relació al Valor Agregat Brut, Extremadura i Cantàbria tingueren una proporció més alta d'inversió productiva. La inversió no es va fer complint el criteri d'invertir més on el rati stocks de capital públic dividit per sotcks de capital privat siga alt però sí a les regions espanyoles amb VAB per capita menor.